# Nus dinàmic

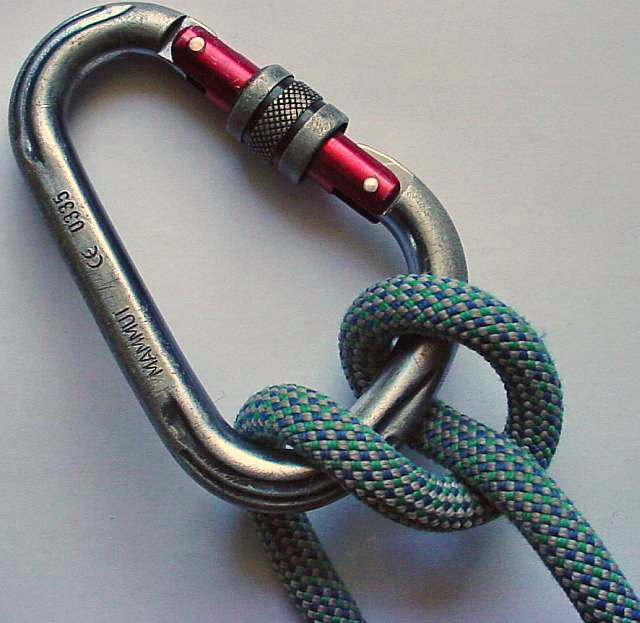
Nus dinàmic

El nus dinàmic també conegut com a «mig nus de pardal», «nus UIAA», «nus HMS», és un nus molt simple, escaladors solen fer servir com a part d'una línia de vida o equip de protecció individual. És adequat per a l'autoassegurament en ràpels.
HMS és l'abreviatura del terme alemany Halbmastwurfsicherung, que significa «fixació amb mig nus de pardal o fixació amb mig ballestrinca». Als mosquetons dissenyats específicament per a aquesta tècnica se'ls diu mosquetons HMS, encara que es pot utilitzar qualsevol mosquetó prou ample per poder donar dues voltes a una corda a l'interior. En anglès es diu Munter hitch o Italian hitch. El Munter hitch («amarratge de Munter») deu el seu nom a un guia de muntanya suís, Werner Munter, que en va popularitzar l'ús en muntanyisme.
La confecció del nus consisteix bàsicament a donar una sèrie de voltes amb un cordino o una corda al voltant d'un objecte, generalment un rodó com un tub, un pal o més comunament, un mosquetó. Aquest nus permet fer lliscar una corda per un mosquetó, que absorbeix una part de l'energia i actua com un dispositiu de fricció. S'utilitza generalment per controlar la velocitat de descens a l'assegurar a un escalador o com a substitut d'un aparell descensor per ràpel. Avui es fa servir més aviat un fre autobloquejador, tot i que hi queden circumstàncies en les quals el nus dinàmic pot ser útil en cas d'urgència.
El nus dinàmic crea fricció al fregar la corda contra si mateixa i contra l'objecte sobre el qual s'ha confeccionat. Aquest nus no provoca una frenada estàtica degut al seu fregament, és a dir: el punt de frenada està en moviment i el punt en què la corda frega contra si mateixa es desplaça contínuament al llarg de tota la longitud. Un aspecte molt útil del nus dinàmic n'és la reversibilitat: es pot aplicar tensió en qualsevol dels dos extrems de la corda i el nus treballa perfectament en qualsevol dels dos sentits. Si en qualsevol moment volem canviar la tensió d'un cap a l'altre de la corda, el nus gira sobre el mosquetó, i manté la seva forma. Aquest gir el fa correctament dintre un mosquetó de forma de pera o també anomenat HMS.
Aquest nus permet assegurar i autoassegurar en escalada i en la tècnica de ràpel, en el bloqueig de tirolines i passamans o qualsevol càrrega que s'aplica al nus, normalment s'utilitza en tècniques de muntanya i escalada.

## Variants
Aquest nus té algunes variants de frenada, segons la fricció de cada variant permetrà assegurar més o menys càrrega. Normalment aquestes variants s'utilitzen en auto-socors.
- Nus dinàmic doble consisteix a realitzar el nus dinàmic de la mateixa manera que l'anterior, però al passar el primer cap de la corda pel mosquetó, li donem dues voltes. Amb aquest nú aconseguim més fricció, mantenint el principi de reversibilitat. Ens permet assegurar o autoassegurar un accidentat més un rescatador.
- Nus dinàmic cabalcat o «Monster Munter»: Variant del nus dinàmic que té les mateixes utilitats que el nus dinàmic doble però amb la diferència que absorbeix menys resistència al frenar una càrrega. És de construcció simple, es tracta de construir un nus dinàmic normal i seguidament tornar a donar la volta amb el cap que no suporta tensió vora el cap de tensió, i fer-lo entrar de nou al mosquetó.